# Fiat 527
Fiat 527 (cunoscut și sub denumirea de Fiat Ardita 2500) este un automobil de pasageri echipat cu șase cilindri în linie, fabricat de Fiat între anii 1934 și 1936. Modelul 527 reprezenta o versiune cu motor mai mare și dotări superioare comparativ cu modelul Fiat 518 Ardita, echipat cu patru cilindri. Acest vehicul a fost produs exclusiv cu un șasiu de lungime completă, având un ampatament de 3.170 mm.
Spre deosebire de modelul Ardita cu patru cilindri, Fiat 527 nu a fost asamblat în afara Italiei. Producția totală a fost de aproximativ 1.000 de unități.

## Motoare
| Model  | Ani de producție | Motor                                  | Cilindree | Putere        | Sistem de alimentare |
| ------ | ---------------- | -------------------------------------- | --------- | ------------- | -------------------- |
| 2500   | 1934–1936        | șase cilindri în linie supape laterale | 2516 cm³  | 52 CP (39 kW) | carburator simplu    |
| 2500 S | 1934–1936        | șase cilindri în linie supape laterale | 2516 cm³  | 60 CP (45 kW) | carburator simplu    |